# 歌迷小姐 (1971年电影)
《歌迷小姐》，原名為《歌聲飄飄處處聞》，是一部1971年上映的香港电影，是邓丽君继《谢谢总经理》之后主演的第二部电影。
此电影作品于1981年重映后更名为《邓丽君成名史》，并在电影开头加入《在水一方》歌曲以及删除部分片段。电影为中英字幕，中文部分为从右到左排列。

## 故事梗概
该片讲述了一位初涉歌坛的少女丁铛（邓丽君饰）在歌星蓝云（张冲饰）的帮助下，最终成功签约百代唱片公司。
本片集合了大批百代唱片公司的歌星在片中出场演唱，故本片成为当时众多歌星荟萃的以歌曲见长的影片。

## 人物介绍

### 主要演员
丁铛（邓丽君 饰）
主角，来自香港大屿山的16岁少女歌迷，一次偶然的机遇邀请到百代公司试音。初登场时用绿色发饰扎成双马尾，身穿白衣黑裙的短袖制服。
蓝云（张冲 饰）
令丁铛着迷的歌星，演唱部分为洪钟代唱。
（凌云 饰）

### 客串演出
森森（森森 饰）
蓝云的女朋友，丁铛曾因此气得撕照片。在片中曾演唱过《轻气球》。
赵晓君
本人出演，在片中演唱《等待》。
康威
李昆
客串。
青山
本人出演，在片中演唱《泪的小花》。
顾媚
本人出演。丁铛于“牡丹二十一”服装店换完衣服后，来到的餐厅中演唱《求爱曲》。
杨燕
本人出演，在片中演唱《苹果花》。
潘秀琼
本人出演，在片中演唱《晚霞》、《花与剑》和《一日不见如隔三秋》。
甄秀仪
王爱明
本人出演。丁铛初次来到百代公司时，试唱《我的心里只有你没有他》。

## 其他职员
- 灯光：高喜
- 剧务：冯荫
- 录音：陆元忠
- 舞蹈指导：刘兆铭
- 作曲：冼华

## 歌曲
以下为重映版本中出现的歌曲：
| 顺序 | 演唱者 | 歌名                 |
| ---- | ------ | -------------------- |
| 1    | 邓丽君 | 我的名字叫叮当       |
| 2    | 王爱明 | 我的心里只有你没有他 |
| 3    | 洪钟   | 路儿不要走冤枉       |
| 4    | 姚苏蓉 | 像雾又像花           |
| 5    | 青山   | 泪的小花             |
| 6    | 杨燕   | 苹果花               |
| 7    | 洪钟   | 半个月亮             |
| 8    | 甄秀仪 | 花与剑               |
| 9    | 邓丽君 | 一见你就笑           |
| 10   | 邓丽君 | 云想衣裳花想容       |
| 11   | 顾媚   | 求爱曲               |
| 12   | 邓丽君 | 你就站在我眼前       |
| 13   | 邓丽君 | 只怕没回音           |
| 14   | 赵晓君 | 多出一个她           |
| 15   | 洪钟   | 不要谈情说爱         |
| 16   | 邓丽君 | 八个娃娃             |
| 17   | 赵晓君 | 等待                 |
| 18   | 甄秀仪 | 一日不见如隔三秋     |
| 19   | 邓丽君 | 我在云里飘           |

## 原声磁带

### 第一张
A
云想衣裳花想容(邓丽君)／路儿不要走冤枉(洪钟)／月儿像柠檬(潘秀琼)／轻气球(森森)／我的心里只有你(王爱明)／求爱曲(顾媚)
B
我在云里飘(邓丽君)／不要谈情说爱(洪钟)／八个娃娃(邓丽君)／一见你就笑(邓丽君)／一日不见如三秋(甄秀仪)／可爱的人生(李昆)

### 第二张
A
多出一个她(赵晓君)／你就站在眼前(邓丽君)／半个月亮(洪钟)／红衬衫的少年(王爱明)／亲爱的母亲(陈芬兰)／晚霞(潘秀琼)
B
我的名字叫叮当(邓丽君)／只怕没回音(邓丽君)／花与剑(甄秀仪)／送魂镜(森森)／三朵花(陈芬兰)／万花筒(合唱，按演唱顺序：邓丽君、王爱明、森森、甄秀仪、赵晓君)

## 外部連結
- 香港影庫上《歌迷小姐》的資料（繁體中文）
- 时光网上《歌迷小姐》的資料（简体中文）
- 豆瓣电影上《歌迷小姐》的資料 （简体中文）
- 互联网电影数据库（IMDb）上《歌迷小姐》的资料（英文）